# 幸田奈々
幸田 奈々（こうた なな、1997年9月27日 - ）は、鹿児島県出身の日本の柔道家。階級は63kg級。身長162cm。組み手は右組み。得意技は大内刈、寝技。

## 経歴
柔道は8歳の時に末吉柔道スポーツ少年団で始めた。小学校5年の時に全国小学生学年別柔道大会40kg級、6年の時に45kg級に出場するも、ともに予選リーグで敗れた。
末吉中学から鹿児島南高校へ進むと、3年の時にインターハイ63kg級で5位だった。国体少年女子の部では2位となった。
2016年には帝京科学大学へ進学した。3年の時には学生体重別で決勝まで進むも、山梨学院大学4年の佐藤史織にGSに入ってから反則負けを喫して2位だった。講道館杯では決勝でJR東日本の土井雅子に技ありで敗れて2位だった。4年の時には体重別の初戦でコマツの田代未来に合技で敗れた。ユニバーシアードでは決勝でオランダのヘケ・ファンデンバークを横四方固で破るなど全て一本勝ちして優勝を飾った。団体戦では初戦から決勝まで全て勝利してチームの優勝に貢献した。11月の講道館杯では準決勝で三井住友海上の鍋倉那美に敗れて3位だった。グランドスラム・大阪では準決勝で鍋倉那美を9分以上の戦いの末に帯取返で破るも、決勝では土井雅子に横四方固で敗れて2位だった。2020年3月にはグランドスラム・エカテリンブルグに出場予定だったが、新型コロナウイルスの影響により全柔連が選手派遣を取り止めたために出場しなかった。
2020年4月からは自衛隊体育学校の所属となった。2021年の体重別では準決勝で大石道場の鍋倉那美に技ありで敗れた。実業個人選手権では2位だった。2022年2月のグランドスラム・テルアビブでは初戦でドイツのナジャ・バジンスキーに内股巻込で敗れた。5月の全日本強化選手選考会では優勝した。

## 戦績
- 2015年 - インターハイ 5位
- 2015年 - 国体 少年女子の部 2位
- 2016年 - 学生体重別 5位
- 2018年 - 学生体重別 2位
- 2018年 - 講道館杯 2位
- 2019年 - ヨーロッパオープン・オーバーヴァルト 5位
- 2019年 - ユニバーシアード 個人戦 優勝、団体戦 優勝
- 2019年 -　講道館杯　3位
- 2019年 - グランドスラム・大阪　2位
- 2021年 -　体重別　3位
- 2021年 - 実業個人選手権　2位
- 2022年 -　全日本強化選手選考会　優勝
- 2022年 -　講道館杯　5位

(出典、JudoInside.com)